# Rudolph Rothe
Rudolph Rothe (18. října 1802 Kodaň – 30. ledna 1877 Frederiksberg) byl dánský krajinářský a zahradní architekt, který za své zásluhy získal vysoký titul „státní rada“. Měl talent na praktické i teoretické aspekty zahradní architektury, významně ovlivnil rozvoj tohoto umění v Dánsku a provedl důležité změny v oborovém vzdělávání. Mezi jeho nejvýznamnější krajinářská díla patří kompletní revitalizace zámeckého parku Fredensborgu a královské obory Dyrehaven, která byla v roce 2006 zapsána na seznam tzv. Dánského kulturního kánonu a později, společně s dvěma dalšími lesními komplexy, také na Seznam světového kulturního dědictví UNESCO.

## Život a dílo

### Mládí
Jeho rodiči byli konferenční rada Christian Rothe a jeho první žena. Vzdělání získal na Borgerdydskolen v Kodani. Když mu bylo 16 let, vyučil se zahradníkem. V té době bylo vzácností, aby si syn z tak prestižní rodiny, jakou byli Rotheovi, zvolil zahradnické povolání, takže Rothe měl pravděpodobně o tento obor hluboký zájem. Po praxi v parku Frederiksberg a v zahradách Rosenborg složil v roce 1821 zahradnické zkoušky. Stal se asistentem zahradníka v Kodaňské botanické zahradě (1821–1823) a v roce 1823 získal kvalifikaci v oboru botaniky a botanického zahradnictví.
V letech 1824–1827 cestoval po Německu, Rakousku, Uhrách, Švýcarsku, severní Itálii, Francii a Nizozemsku, ale protože státní příspěvek, který dostával, byl malý, musel většinu cest absolvovat pěšky a ve městech, kde chtěl kvůli studiu zůstat delší dobu, bral práci. Rothe to ale nevnímal jako příkoří nebo překážku, ale naopak jako příležitost získat mnohostranné zkušenosti, o čemž svědčí jeho „Výňatek z deníku o zahradnictví“ (1828), který vydal po svém návratu domů.
Ještě předtím, než se Rudolph Rothe vydal na zahraniční cesty, byla to právě krajinářská tvorba tou stránkou zahradnictví, kterou si obzvláště oblíbil. Částečně díky mnoha dojmům ze zahrad v cizích zemích, částečně díky vlivu tehdejších mistrů krajinářské tvorby (jako byli krajináři Peter Joseph Lenné a von Skell v Německu, von Riedel v Rakousku a další, s nimiž se díky cestě osobně stýkal) se jeho smysl pro krajinářskou architekturu dále rozvíjel.

### Kariéra
V letech 1828–1833 působil jako osobní tajemník a palácový zahradník u významného šlechtice A. W. Moltkeho v Bregentvedu. Z této doby pochází jeho první významnější práce v oblasti krajinářské architektury v podobě plánů na zvelebení Bregentvedu, které byly pod jeho vedením i částečně realizovány . Protože však pozice soukromého tajemníka s sebou nutně nesla také mnoho úřednické práce a tato činnost ho neuspokojovala, když se v roce 1833 uvolnilo místo palácového zahradníka ve Fredensborgu, ucházel se o něj, přestože finanční podmínky palácového zahradníka byly mnohem méně výhodné, než jaké mu nabízel hrabě Moltke.
Když Rothe nastoupil, zámecký park ve Fredensborgu byl směsicí zanedbaného francouzského parku a lesní divočiny. Rekonstrukce areálu ve francouzském stylu by byla velmi nákladná, a tak se Rothe rozhodl pro jeho přestavbu v krajinářském stylu, což se mu podařilo s nemalou dávkou geniality, jak dokládá současná podoba parku. Kromě Fredensborgských zahrad vypracoval také plány na přestavbu různých soukromých zahrad a zahrady u zámku Marienlyst. Provedl také významné a rozsáhlé krajinářské úpravy královské obory, nyní lesoparku v Dyrehaven. Tím poskytl nové důkazy o smyslu pro krajinářskou architekturu a schopnost vytvářet krásné pohledy do přírody. Jako uznání jeho talentu v oblasti zahradní architektury mu byla v roce 1841 udělena státní dotace na cestu do Anglie a Skotska, aby se seznámil s tamními parky.
Na zámku Fredensborg pracoval od roku 1833 až do roku 1849. V důsledku změny ústavy v roce 1849 přestal Fredensborg patřit králi a zároveň byl zrušen úřad palácového zahradníka. Rothe byl poté zaměstnán jako krajinářský zahradník nebo (jak se říkalo) inspektor veřejných zahrad. Měl tak na starosti zahrady v Søndermarken, Rosenborgu, Fredensborgu a později ve Frederiksborgu, Charlottenlundu, Sorgenfri a Bernstorffu. Podílel se také na vzniku několika soukromých zahrad

### Vzdělávání a osvěta
Kromě profesní činnosti se velmi snažil probudit v Dánsku smysl pro krajinářství, podpořit rozvoj zahradnictví v různých směrech a zvláštní zmínku si zaslouží jeho práce v oblasti vzdělávání mladých zahradníků. Ještě jako zámecký zahradník ve Fredensborgu i později, když se přestěhoval do Kodaně, vedl teoretickou výuku studentů zahradnictví. V roce 1835 se Rothe stal členem tehdejší zkušební komise pro zahradníky, jejímž se později stal předsedou. V těchto letech měl velký vliv na změny, které byly zavedeny v souvislosti s požadavky na zkoušky, jejichž cílem bylo zejména zajistit, aby každý kvalifikovaný zahradník měl nejen potřebné manuální dovednosti, ale také základní teoretické znalosti z různých oborů zahradnictví.
Kromě dalších činností a publikací byl spoluzakladatelem první dánské zahradnické společnosti, řadu let byl redaktorem jejího časopisu (první specializované dánské zahradnické periodikum), do něhož psal různé články. V roce 1842 se Rothe stal rytířem řádu Dannebrog, 1852 prvním radou a 1869 státním radou. Od roku 1868 až do své smrti 30. ledna 1877 byl předsedou Spolku pro pomoc zahrádkářům. V zimě 1850–1851 uspořádal v čítárně botanické zahrady řadu veřejných přednášek o krajinářství, další přednášky pořádal pro členy zahradnické společnosti. V roce 1853 napsal knihu „Landskabsgartneriske Betragtninger over Danmark“ – rané dílo dánské zahradnické literatury o krajinářství.

### Osobní život
Jeho čtyřmi bratry byli Andreas Bjørn Rothe, August Rothe, Viggo Rothe (dánský státní úředník, ředitel železnic a politik) a Wilhelm Rothe. 20. prosince 1830 se oženil s Anne Marií Friedenreichovou (16. prosince 1805 – 2. listopadu 1841), dcerou podplukovníka kodaňské civilní pěchoty, obchodníka s vínem Petera Johannese Friedenreicha a Anne Cathrine rozené Ordtholmové. Pět let po smrti své první ženy se Rothe oženil 13. dubna 1846 s Johanne Matheou Mangorovou (8. července 1804 – 30. dubna 1894), dcerou kodaňského obchodníka Valentina Nicolaie Mangora a Anny Marie rozené Bangové.

## Dánský kulturní kánon
Dyrehaven (dánsky „Jelení park“), oficiálně Jægersborg Dyrehave, je původně královská lovecká obora, nyní lesopark severně od Kodaně. Rozkládá se na ploše přibližně 1100 hektarů. Pro své krajinářské hodnoty byl lesopark v roce 2006 vybrán mezi dvanáct nejvýznamnějších architektonických a krajinářských děl dánského kulturního dědictví a zapsán (a tím i Rudolph Rothe) na seznam tzv. Dánského kulturního kánonu. V roce 2010 byl navržen a v roce 2015 zapsán na Seznam světového kulturního dědictví UNESCO, společně s dvěma dalšími lesními komplexy jako Krajina parforsního honu na severu Sjællandu.

## Fotogalerie

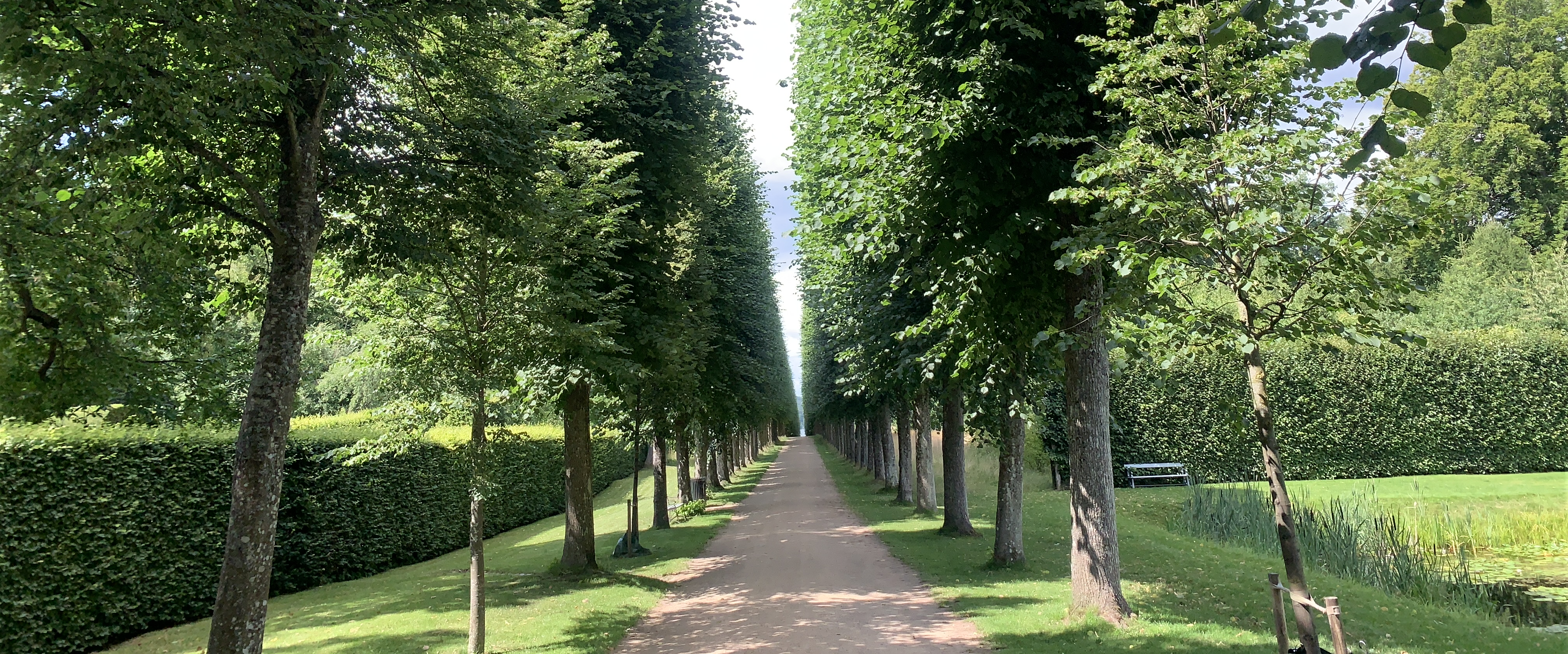
Fredensborg: alej k jezeru
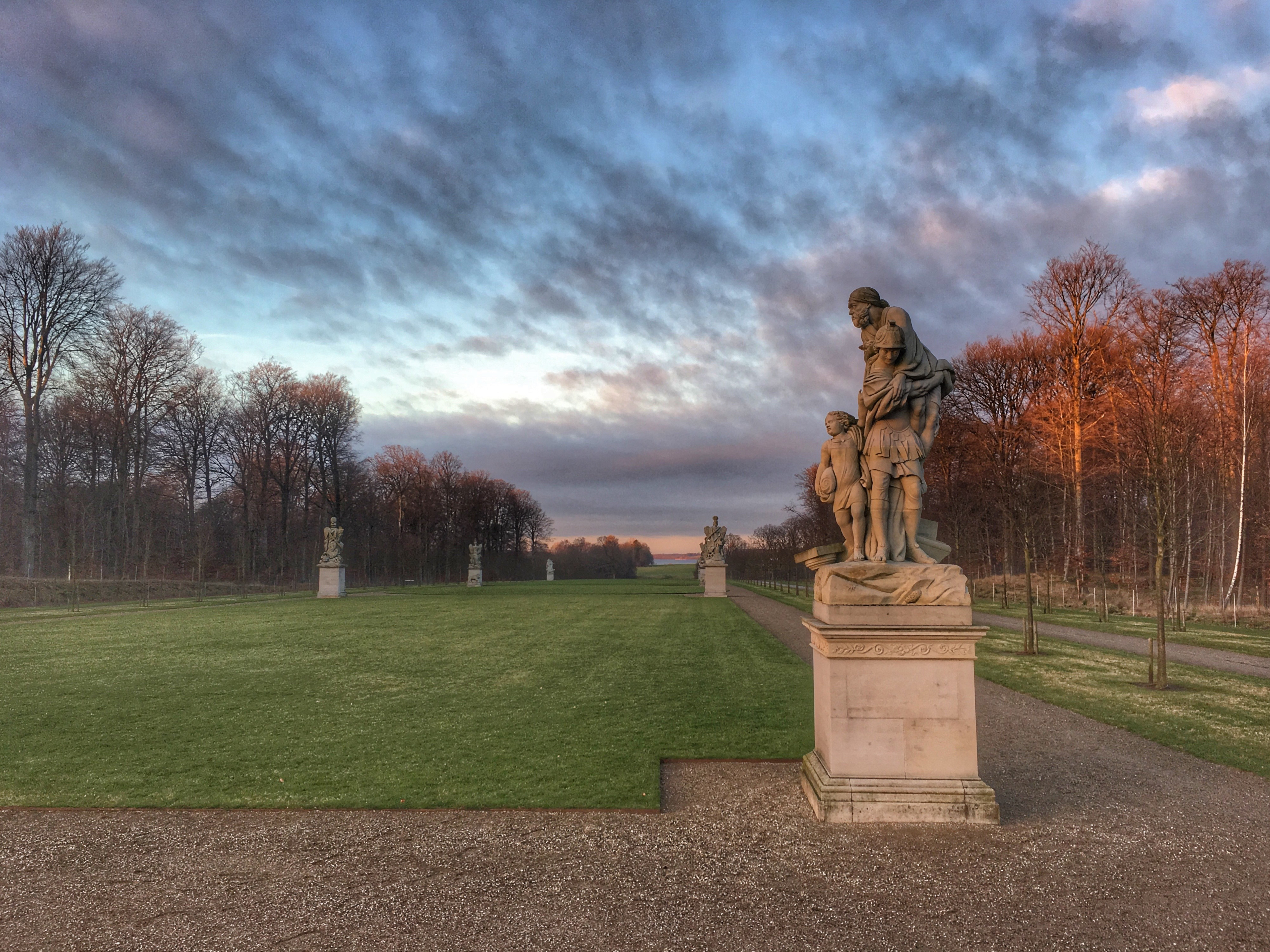
Fredensborg: část parku se sochami
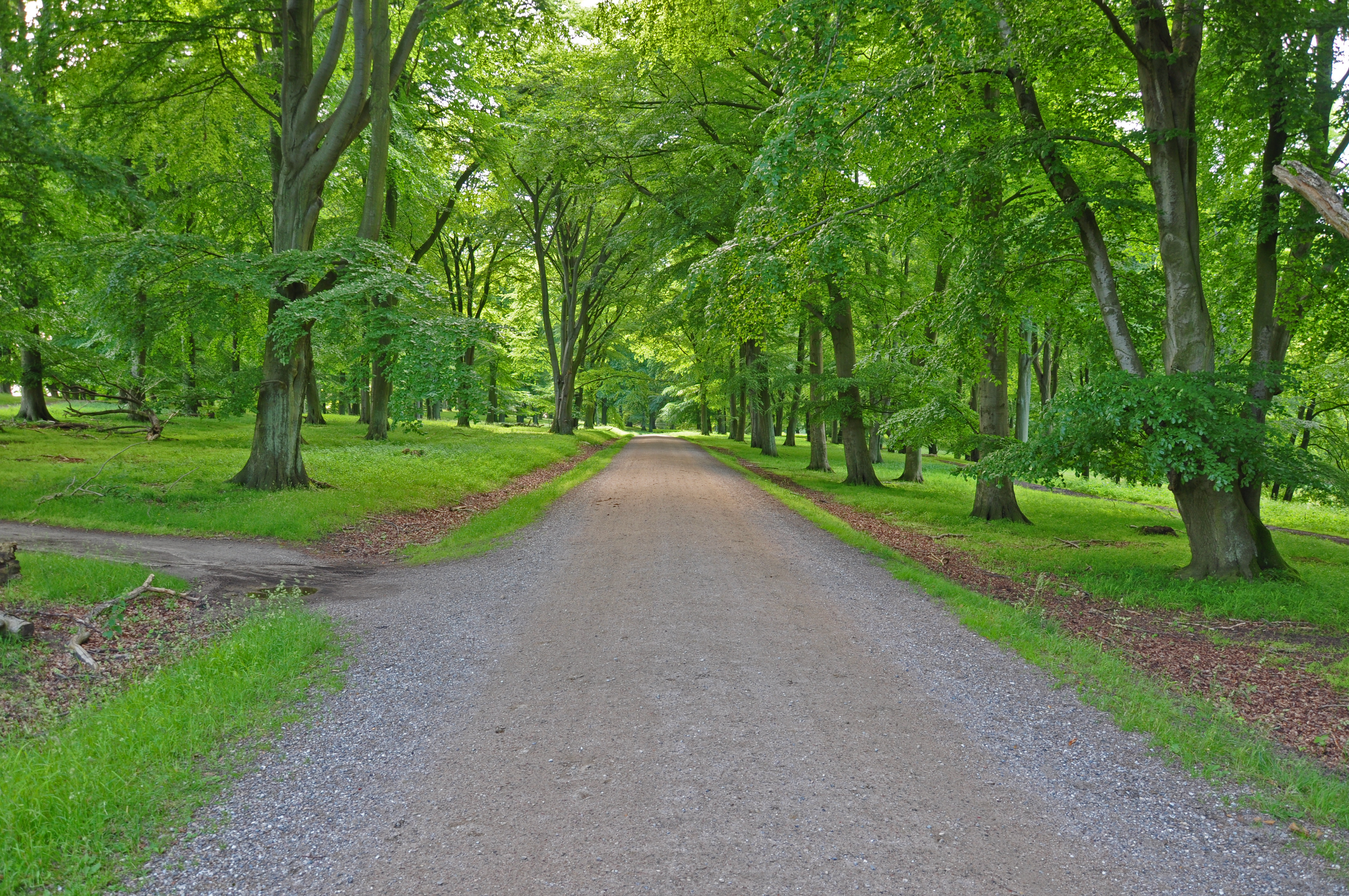
Dyrehaven: alej mezi Eremitagesletten a Raadvad
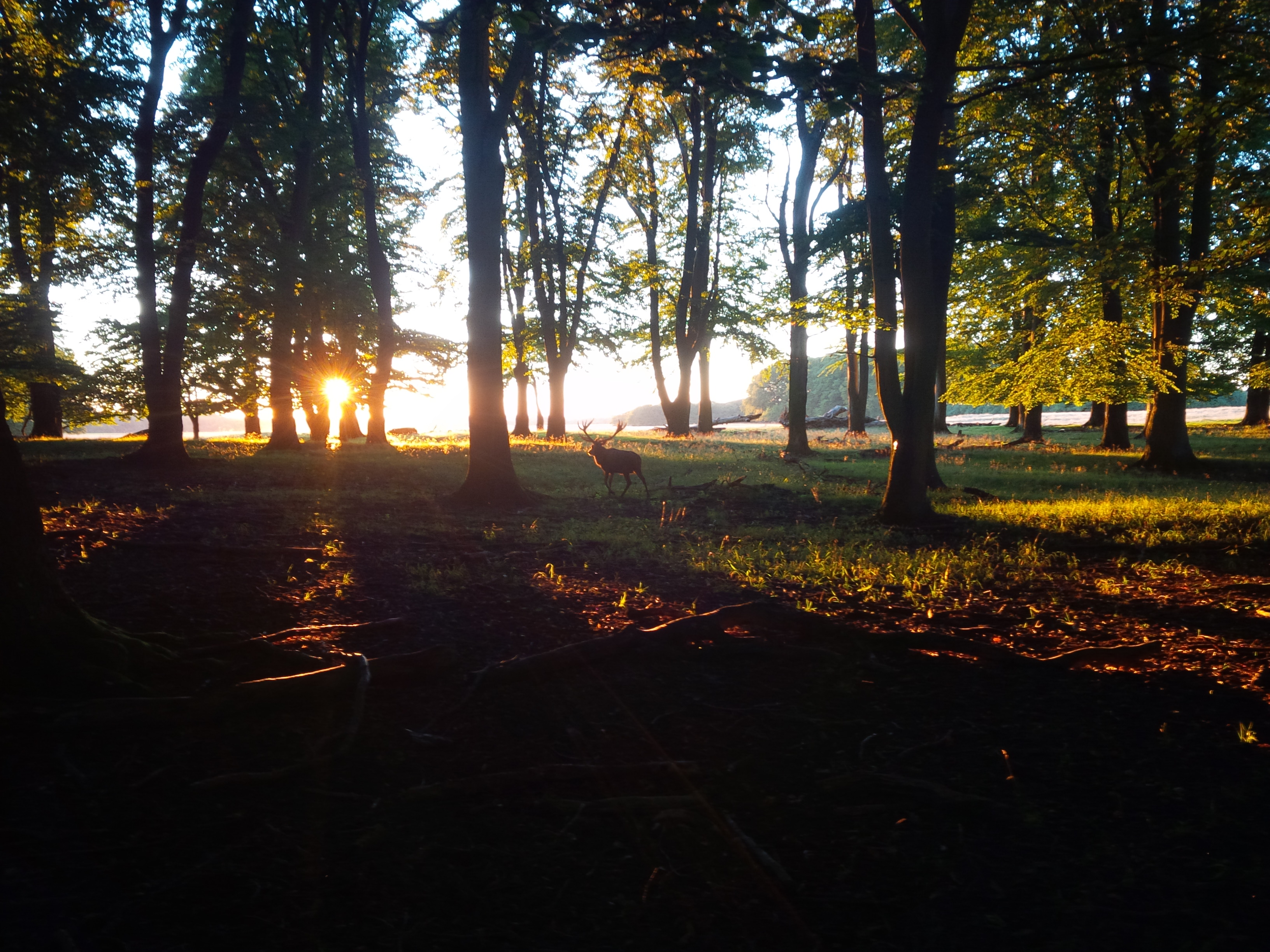
Západ slunce v Dyrehaven
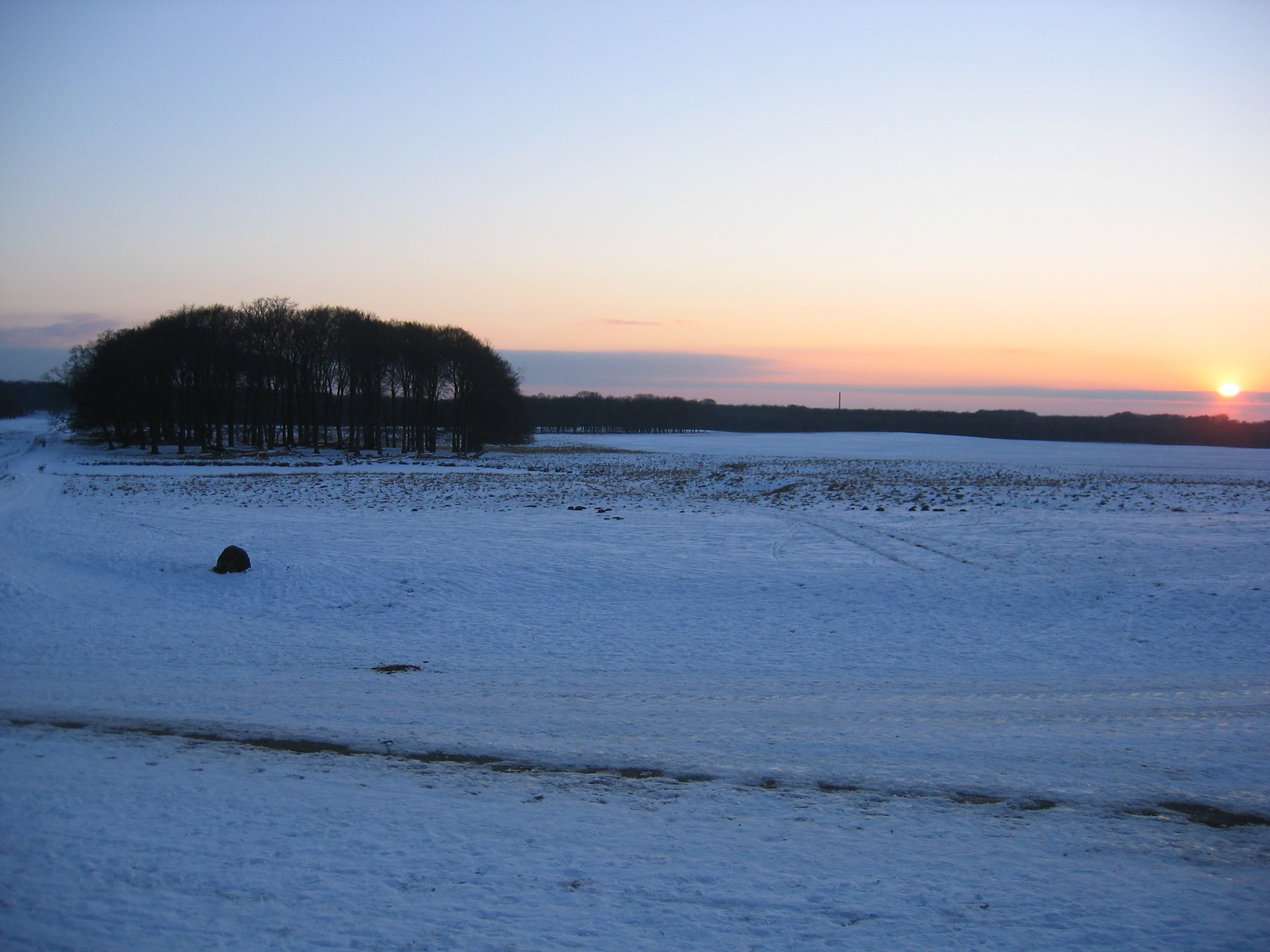
Dyrehaven: Eremitagesletten v zimě